# Freddy Quintero
Freddy Quintero Linares (Caracas, 24 maggio 1938) è un ex schermidore venezuelano.

## Biografia
Ha partecipato ai Giochi della XVII Olimpiade di Roma nel 1960.

## Palmarès
In carriera ha conseguito i seguenti risultati:
- Giochi Panamericani:

Chicago 1959: argento nel fioretto a squadre.